# Leanna Creel
Pour les articles homonymes, voir Creel.
Leanna Creel (née le 27 août 1970 à Los Angeles) est une actrice, réalisatrice et productrice américaine.

## Biographie
Leanna Creel, qui est ouvertement lesbienne, s'est mariée le 18 juin 2008 en Californie avec Rinat Greenberg,. Elles ont 2 enfants.

## Filmographie

### Actrice

#### Cinéma
- 1988 : Quand les jumelles s'emmêlent de Jim Abrahams
- 1996 : Freeway de Matthew Bright
- 2000 : The Cell de Tarsem Singh

#### Télévision
- 1987 : Quoi de neuf, docteur ?
- 1989 : Les femmes de Papa
- 1989 : Mes deux papas
- 1989 : CBS Schoolbreak Special
- 1989 : Parent Trap: Hawaiian Honeymoon
- 1991 : Parker Lewis ne perd jamais
- 1991 : Perry Mason
- 1991 : Anything But Love
- 1992 : Beverly Hills 90210
- 1992 : Sauvés par le gong
- 1996 : Waikiki Ouest
- 1997 : Ned et Stacey

## Comme réalisatrice

### Comme productrice
- 1997 : Mixed Signals
- 1998 : Dancer, Texas, le rêve de la ville
- 1998 : Possums (en)
- 1998 : Desert Blue
- 1998 : Six-String Samurai
- 1999 : But I'm a Cheerleader
- 1999 : The Suburbans
- 2000 : Queen for a Day
- 2001 : Allison Forever
- 2009 : Boutonniere